# Lenguaje de definición de procesos
En las tecnologías de la información y la comunicación, los Lenguajes de Definición de Procesos (PDLs) son lenguajes formales utilizados para documentar, evaluar y mejorar principalmente procesos vinculados al desarrollo de software, pero también procesos de negocio.

## Constitución
Al igual que los Lenguajes de Programación, los PDLs son también Lenguajes de Computadora (Lenguajes Informáticos).
Debido a su ámbito de aplicación, son usualmente procedurales-estructurados, y suelen contar con:
- un Sistema de Control con constructos para la secuenciación, alternación, repetición y paralelización de actividades (concepto análogo al de instrucción en un lenguaje de programación);
- un Sistema de Tipos sencillo, con pocos tipos de datos y constructores de tipos;
- mecanismos para la modularización de procesos en términos de sub-pprocesos.